# Pince de Kocher
Pour les articles homonymes, voir Clamp (homonymie).

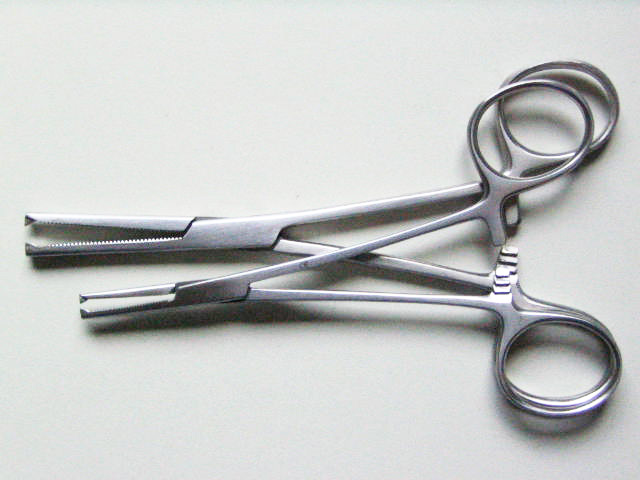
Deux pinces de Kocher, une petite et une moyenne

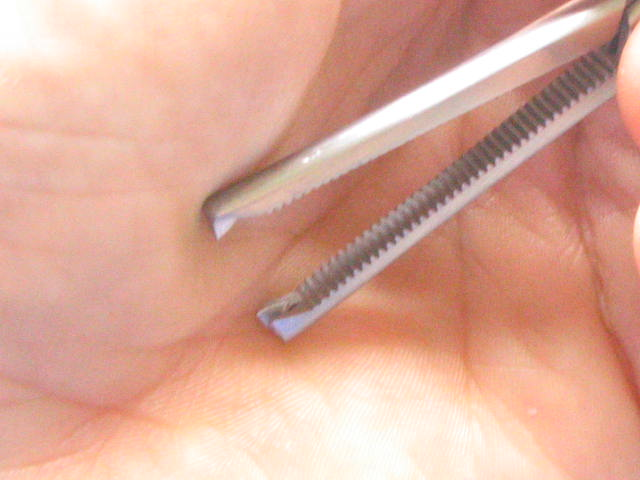
Surfaces de travail de la pince de Kocher

Classiquement droite, la pince de Kocher est un instrument de chirurgie utilisée essentiellement en traumatologie car elle permet d'exercer de fortes tractions sur certains tissus. Elle a été inventée au XIXe siècle par Emil Theodor Kocher.

Elle est principalement utilisée lorsque les tissus peuvent être comprimés en toute sécurité. À cet effet, elle possède des mors dentelés parfois munis d’une griffe afin d’empêcher son glissement lors de la préhension.
Son usage, qui nécessite de pouvoir serrer, peut provoquer des dégâts sur des tissus fragiles. « Elle ne permet donc pas les hémostases fines. »
En raison de son effet agressif, elle est surtout utilisée pour les tissus robustes tels que la peau, les os et parfois les fibres musculaires. La pince de Kocher n'est pas adaptée à la préhension de tissus fragiles tels que les nerfs, les intestins et les poumons.
« Détournée de son usage chirurgical, elle permet aussi de clamper les tubulures de perfusions, de dévisser les tubulures résistantes, de serrer divers éléments. Avec l'usage, il arrive que le nom de l'inventeur ne soit plus utilisé comme complément de nom, mais soit mis en apposition et se comporte, dès lors, comme un adjectif de relation. On parlera alors de « pince Kocher » et non plus de « pince de Kocher ». »
Tous les infirmiers utilisent quotidiennement une pince kocher que ce soit comme outil à tout faire ou pour clamper des tubulures ou pour réaliser des pansements en pliant les compresses autour grâce à une autre pince.